# Altos (Piauí)

Ubicación de Altos en Piauí.

Altos es un municipio brasileño del estado de Piauí , es parte de la Gran Teresina. Fundada en 1922, tiene una población de 39 975 habitantes en una superficie total de 957,62 km².

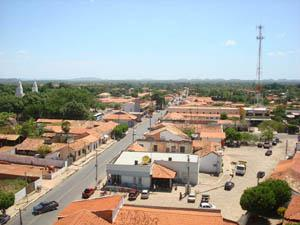
Panorámica de la ciudad.

La historia de la Alta comenzó desde 1800 con la llegada, desde Ceará, de la familia Paiva, provenientes de la región de Nueva Oriental, representada por Juan Paiva hasta el lugar que actualmente se conoce como Senior.
El terreno que estaba destinado para construir la matriz de San José fue donado por Juan Paiva, inspector de educación superior. 
- Datos: Q22060469
- Multimedia: Altos (Piauí) / Q22060469